# 米尔河 (阿尔特米尔河支流)
49°0′50.06″N 11°36′42.12″E / 49.0139056°N 11.6117000°E

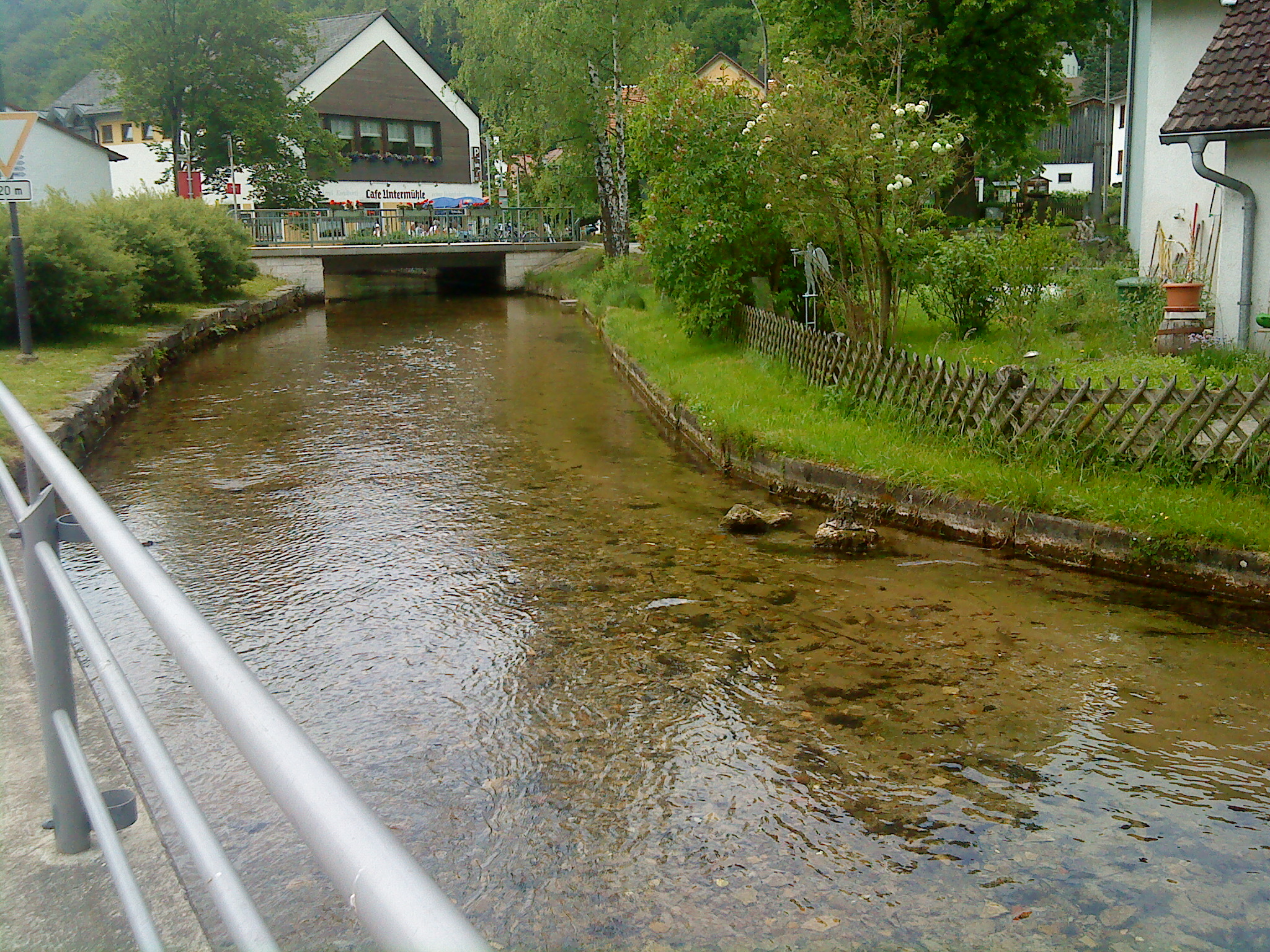

米爾河（德語：Mühlbach）是德國巴伐利亚州的河流，位於該國東南部，屬於阿爾特米爾河的左支流，河道全長1.3公里，河口處在阿爾特米爾河畔迪特富特東南面。